# Florent Vanverberghe
Florent Vanverberghe (Francia, 22 de julio de 2000) es un jugador profesional francés de rugby que se desempeña en la posición de número 8 en Castres Olympique, equipo perteneciente a la liga Top 14.

## Carrera
Vanverberghe es un jugador de formación francesa (JIFF). Comenzó su carrera deportiva con el equipo Rugby Club Toulonnais, en el cual jugó catorce temporadas (2006-2020), después pasó a Castres Olympique, donde lleva jugando cuatro temporadas.